# Adolf Gärtner
Adolf Gärtner (Berlino, 24 luglio 1867 – 1937) è stato un regista tedesco del cinema muto.

## Filmografia
- Japanisches Opfer - cortometraggio (1910)
- Friedel, der Geiger
- Das gefährliche Alter (1911)
- Mericke aus Neu-Ruppin kommt nach Berlin
- Wie auch wir vergeben
- Ein Spiel um das Lebensglück zweier Menschen
- Künstlerliebe
- Ein Duell ohne Zeugen
- Mütter, verzaget nicht
- Zu späte Reue!
- Zur rechten Zeit
- Tragödie eines Verräters
- Perlen bedeuten Tränen (1911)
- Mutters Todestag
- Edelmut unter Feinden
- Das Glöckchen des Glücks
- Das Barmädel
- Geächtet
- Ein Fehltritt. Die Tragödie einer Geächteten
- Tragödie eines Streiks
- Gefährlicher Liebeskampf zweier Frauen
- Der Müller und sein Kind (1911)
- Ein Leben
- Liebe und Leidenschaft
- Die schlechte Zensur
- Im Scheunenviertel
- Im Glück vergessen
- Frau Rechtsanwalts erster Erfolg

- Die Hochzeit von Valeni - cortometraggio (1912)
- Des Lebens Würfelspiel (1912)

- Die Peitsche (1917)
- Ein Tropfen Gift (1917)

- Erträumtes (1918)
- Sadja, co-regia di Erik Lund (1918)
- Die Glocken der Katharinenkirche
- Der Gattestellvertreter (1918)
- Das Gerücht (1918)
- Der letzte Zeuge (1921)
- Die Zirkusprinzessin (1925)